# Escândalo de emissões de poluentes da Volkswagen
O escândalo de emissões de poluentes da Volkswagen, também conhecido por Dieselgate, foi um grande escândalo que envolveu várias técnicas fraudulentas usadas pela Volkswagen, de 2009 a 2015, para reduzir as emissões de dióxido de carbono e óxido de nitrogênio de alguns dos seus motores a diesel e gasolina nos testes regulatórios de poluentes.
Em 18 de setembro de 2015, a Agência de Proteção Ambiental dos Estados Unidos emitiu um aviso sobre a violação da Lei Clean Air Act, que regula a emissão de poluentes nos Estados Unidos, para a Volkswagen depois de ter sido constatado que a Volkswagen tinha intencionalmente programado a injeção eletrônica de carros com motores a diesel para ativar determinados controles de emissões apenas durante os testes de poluentes. A modificação no software do sistema de injeção eletrônica causou uma diminuição temporária na emissão de óxido de nitrogênio nos laboratórios para atender aos padrões regulatórios estado-unidenses, porém no mundo real com os controles desligados os carros passam a emitir até 40 vezes mais óxido de nitrogênio.  A Volkswagen colocou este programa em cerca de onze milhões de carros em todo o mundo, e em meio milhão só nos Estados Unidos, em modelos de 2009 até 2015.
Em Portugal, à data de 23 de Janeiro de 2018, continuam a existir clientes com a situação por resolver.
A partir de  2016 a Volkswagen começou a chamar os diversos automóveis afetados para lhes aplicar uma solução aprovada pela União europeia e pelo organismo alemão responsável pela homologação (KBA). Depois de aplicada a solução da Volkswagen vários clientes queixam-se de diversas alterações após a intervenção, as mais referidas são o maior consumo, a perda de potência e o aumento do ruído do motor. Alguns consumidores também se queixam de problemas mecânicos ou erros no computador de bordo, entre outros.
Milhares de clientes de vários países sentindo-se lesados pelo grupo Volkswagen começaram cedo a organizarem-se, criando diversos grupos nas redes sociais para começarem a trocar informações e delinear estratégias para fazer frente ao gigante automóvel:
- Portugal: Dieselgate.PT - Lesados do Grupo Volkswagen[8]
- Reino Unido: The Volkswagen Diesel Customer Forum (Emissions Scandal)[9]
- Alemanha: VW Abgas Skandal Motor EA 189[10] e VW Abgas Skandal Motor EA 189 - Infos für Betroffene[11]
- França: Rappel Volkswagen diesel EA189[12]

Em Janeiro de 2018 a associação de defesa do consumidos (DECO) divulgou um estudo onde mostra que depois da actualização realizada pela Volkswagen os clientes queixaram-se de mais consumo, menos potência e aumento do ruído do motor. Para além disso os clientes que tiveram de voltar à oficina pagaram em média €957 para reparar os problemas causados pela atualização de software.
Em Janeiro de 2018 alguns consumidores Portugueses organizara-se e começaram a recolher assinaturas para uma petição a submeter à Assembleia da República a pedir medidas e respostas por parte do legislador.